# Kurt Diemberger

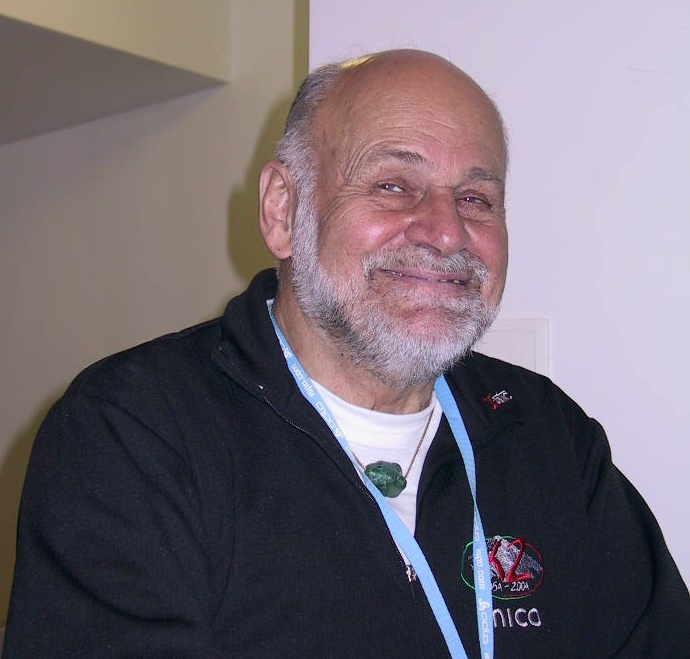
Kurt Diemberger in 2005

Kurt Diemberger (Villach, 16 maart 1932) is een Oostenrijkse alpinist en de enige nog levende persoon die de eerste beklimming van twee achtduizenders op zijn palmares heeft staan.
Diemberger werd geboren in 1932 en beklom in de vijftiger jaren van de vorige eeuw niet alleen de noordwanden van de Eiger, Grandes Jorasses en Matterhorn maar slaagde erin om als eerste de Broad Peak te beklimmen in 1957; en later de Dhaulagiri in 1960. Diemberger die samen met Hermann Buhl de Broad Peak beklom, was erbij toen deze laatste omkwam toen hij door een corniche viel op de Chogolisa.
Na een periode van 17 jaar waarin Diemberger reizend de wereld rondtrok keerde hij in 1978 terug naar de toppen van 's werelds hoogste bergen. In dat jaar beklom hij zowel de Makalu als de Mount Everest. Later kwamen daar nog de K2, Gasherbrum en opnieuw de Broad Peak bij. De beklimming van de K2 kreeg een tragische afloop nadat 5 expeditieleden omkwamen in een storm, waaronder Julie Tulis, de klimpartner van Diemberger waar hij eerder reeds de Broad Peak mee beklom.
Kurt Diemberger is de auteur van drie boeken en heeft negentien films geproduceerd. Voor een dezer films ontving hij een Emmy Award voor zijn camerawerk.